# Meslay (Loir-et-Cher)
Meslay é uma comuna francesa na região administrativa do Centro, no departamento de Loir-et-Cher. Estende-se por uma área de 7,18 km². Em 2010 a comuna tinha 321 habitantes (densidade: 44,7 hab./km²).